# Idris coxalis
Idris coxalis är en stekelart som först beskrevs av Jean-Jacques Kieffer 1908.  Idris coxalis ingår i släktet Idris och familjen Scelionidae. Inga underarter finns listade i Catalogue of Life.